# SAMP/RAMP-алкилирование
SAMP/RAMP-алкилирование — методология стереоселективного синтеза, предложенная Э. Кори и Д. Эндерсом в 1976 году. Данный подход предназначен для направленного алкилирования карбонильных соединений по α-положению. Он основан на использовании хиральных гидразинов SAMP и RAMP — производных (S)- и (R)-пролина соответственно — в качестве вспомогательных хиральных реагентов.

## Суть метода
Если в реакции α-алкилирования карбонильных соединений образуется новый стереоцентр, то два возможных энантиомера, как правило, образуются в одинаковом количестве, то есть продукт будет рацемическим. Для направленного синтеза лишь одного энантиомера необходимо применять подходы стереоселективного синтеза, одним из которых является использование вспомогательных хиральных реагентов.
В данном методе ахиральное карбонильное соединение изначально вводится в реакцию с хиральным гидразином, давая хиральный гидразон. В качестве хиральных гидразинов используют (S)-(−)-1-амино-2-(метоксиметил)пирролидин (SAMP) либо (R)-(−)-1-амино-2-(метоксиметил)пирролидин (RAMP). В полученном гидразоне введённый хиральный фрагмент выступает в качестве стереонаправляющего фактора, и последующая реакция литиирования (отщепления протона у α-положения под действием диизопропиламида лития) и алкилирование алкилгалогенидом протекают стереоселективно. Далее вспомогательный хиральный реагент удаляется путём гидролиза, давая алкилированное карбонильное соединение с отличной энантиоселективностью. Интересно, что в зависимости от выбранного гидразина меняется стереохимия дальнейшего алкилирования.

## Получение хиральных реагентов
SAMP и RAMP синтезируются из природных хиральных молекул: (S)-пролина и (R)-глутаминовой кислоты соответственно. Из-за более короткого синтеза и дешёвого исходного материала SAMP более широко применяется в органическом синтезе.